# اچ‌ام‌اس پرتوریا کاسل (اف۶۱)
اچ‌ام‌اس پرتوریا کاسل (اف۶۱) (به انگلیسی: HMS Pretoria Castle (F61)) یک کشتی است که طول آن ۵۹۴ فوت (۱۸۱٫۱ متر) می‌باشد. این کشتی در سال ۱۹۳۸ ساخته شد.